# Annibale Antonini
Annibale Antonini est un linguiste et philologue italien, né en 1702 à Salerne (région de Campanie, Italie), mort en 1755 à Naples.

## Biographie
Annibale Antonini naît près de Salerne en 1702. Il fait à Naples une partie de ses études, sous la direction de son frère Giuseppe. Après les avoir achevées à Rome, il voyage en Angleterre, en Hollande, et s'établit en France. Il enseigne pendant près de vingt-cinq ans à Paris la langue italienne, retourne ensuite dans sa patrie et y meurt en août 1755.

## Publications
Pendant son séjour à Paris, il y publie :
- Dizionario italiano, latino e francese ; francese, latino ed italiano, imprimé, pur la première fois, en 1735, 2 vol. in-4°, réimprimé plusieurs fois
- Grammaire italienne, 1726, in-12, et 1729, id. ;
- Distinta descrizione de’ contorni di Parigi ;
- Traité de la prononciation française ;
- édition italienne de l’Italia liberata de  Trissin, des poésies de Giovanni Della Casa, de l’Orlando furioso de l'Arioste, de la Jérusalem délivrée, de l’Aminta du Tasse, et un recueil ou choix de poésies italiennes de divers auteurs, 1729, en 2 vol. in-12.